# Rhamphomyia clauda
Rhamphomyia clauda är en tvåvingeart som beskrevs av Daniel William Coquillett 1901. Rhamphomyia clauda ingår i släktet Rhamphomyia och familjen dansflugor. Inga underarter finns listade i Catalogue of Life.